# Gemmula cosmoi
Gemmula cosmoi é uma espécie de gastrópode do gênero Gemmula, pertencente a família Turridae.